# Кіровоградський тектонічний блок
Кіровоградський тектонічний блок — структурно і формаційно відокремлена центральна частина Українського щита. Розташований в Кіровоградській, частково Черкаській, Миколаївській та Дніпропетровській областях. Являє собою антиклінорій, складений метаморфічними породами ранньопротерозойської доби. Центральне підняття блоку утворюють гранітні масиви. Суміжні синкліналі виповнені ґнейсами. У перехідних зонах на периферії блоку відомі родовища залізних руд (Кіровоградська область).